# Енріке Альбісу
Енріке Альбісу Перурена (ісп. Enrique Albizu Perurena; 15 липня 1926, Валенсія — 4 лютого 2014, Ондаррибія) — іспанський художник, відомий пейзажист, але найбільш знаний як портретист, член так званого «третього покоління Школи Бідасоа».

## Біографія
Походив з баскської сім'ї, народився в Валенсії. Разом з сім'єю мешкав у Мадриді, повернувся в Країну Басків наприкінці Громадянської війни. Оселився у своєму помісті в Іруні і почав довгий період навчання: чотири роки (1939—1943) вивчав живопис вдома, щоб поїхати у Валенсію, потім вступив в Королівську Академію мистецтв Сан Карлоса, а згодом, в Мадриді, в Академію Сан Фернандо, де і закінчив офіційне навчання в 1949. Потім на рік залишив Іспанію, та навчався в Іспанській Академії в Римі. Але вже тоді він був відомий завдяки своїм виставкам в Еускадії в другій половині 1940-х.
До середини 1950-х влаштував декілька виставок в Мадриді та Аліканте. В 1956 переїхав у Венесуелу і оселився у столиці. Чотири роки перебування в Південній Америці він працював над формою та портретом. В 1960-х повернувся в Іспанію та остаточно оселився в Еускадії. В цей час його визнання зростає, його твори виставляються у чисельних виставках, як індивідуальних так і колективних. Його роботи знаходяться у приватних колекціях по всьому світі, а також в музеях (Музей мистецтв Більбао, Королівська Академія мистецтв Сан Фернандо, Музей Сан Тельмо). Був членом Королівського товариства друзів Країни Басків.